# 20283 Elizaheller
20283 Elizaheller è un asteroide della fascia principale. Scoperto nel 1998, presenta un'orbita caratterizzata da un semiasse maggiore pari a 2,5697534 UA e da un'eccentricità di 0,1832698, inclinata di 3,70681° rispetto all'eclittica.